# Bistum Beaumont
Das Bistum Beaumont (lat.: Dioecesis Bellomontensis) ist eine in Texas in den Vereinigten Staaten gelegene römisch-katholische Diözese mit Sitz in Beaumont.

## Geschichte
Papst Paul VI. gründete das Bistum mit der Apostolischen Konstitution Hortatione illa am 25. Juni 1966 aus Gebietsabtretungen des Bistums Galveston-Houston. Es wurde dem Erzbistum San Antonio als Suffragandiözese unterstellt.
Einen Teil seines Territoriums verlor es am 12. Dezember 1986 zugunsten der Errichtung des Bistums Tyler. Am 29. Dezember 2004 wurde es Teil der Kirchenprovinz Galveston-Houston.

## Territorium
Das Bistum Beaumont umfasst die Countys Chambers, Hardin, Jasper, Jefferson, Liberty, Newton, Orange, Polk und Tyler des Bundesstaates Texas.

## Bischöfe von Beaumont
- Vincent Madeley Harris (4. Juli 1966 – 27. April 1971, dann Koadjutorbischof von Austin)
- Warren Louis Boudreaux (4. Juni 1971 – 2. März 1977, dann Bischof von Houma-Thibodaux, Louisiana)
- Bernard James Ganter (18. Oktober 1977 – 9. Oktober 1993, gestorben)
- Joseph Anthony Galante (5. April 1994 – 23. November 1999, dann Koadjutorbischof von Dallas)
- Curtis John Guillory SVD, 2. Juni 2000 – 9. Juni 2020
- David Leon Toups, seit dem 9. Juni 2020

## Weblinks

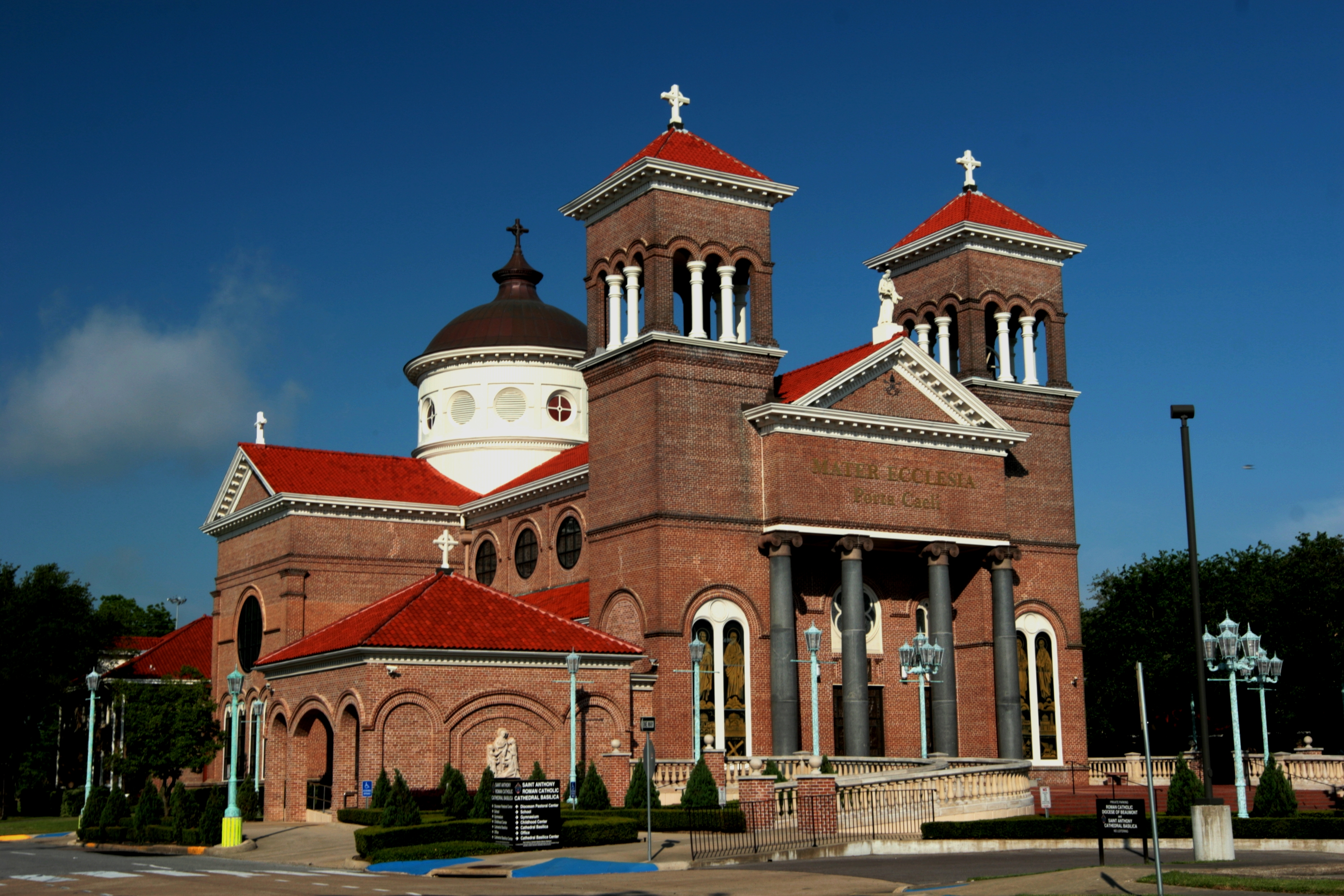
St. Anthony Cathedral Basilica